# 昂索维尔
昂索维尔（法語：Ansauville，法語發音：[ɑ̃sovil]）是法国默尔特-摩泽尔省的一个市镇，属于图勒区。

## 地理
昂索维尔（48°49'20"N, 5°49'38"E）面积6.97 平方千米，位于法国大東部大區默尔特-摩泽尔省，该省份为法国东北部内陆省份，是洛林的一部分，北邻比利时、卢森堡，北起顺时针与摩泽尔省、下莱茵省、孚日省和默兹省接壤。
与昂索维尔接壤的市镇（或旧市镇、城区）包括：格罗鲁夫尔、阿蒙维尔、米诺维尔、鲁瓦约梅。

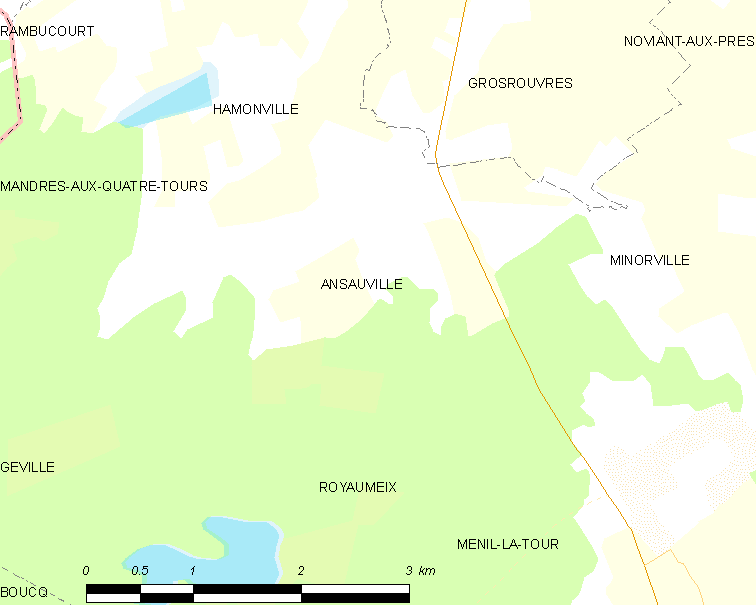
昂索维尔的OSM定位图

昂索维尔的时区为UTC+01:00、UTC+02:00（夏令时）。

## 行政
昂索维尔的邮政编码为54470，INSEE市镇编码为54019。

## 政治
昂索维尔所属的省级选区为北图卢瓦县。

## 人口

1962-2008年间昂索维尔人口变化图示

昂索维尔于2022年1月1日时的人口数量为76人。